# 最長的一日 (書籍)
《最長的一日》描繪了第二次世界大戰中諾曼第登陸的過程，由考李留斯·雷恩於1959年出版。書中也詳細描述了在主力攻擊登陸諾曼地海灘前，為奇襲並佔領卡恩運河和奧恩河上的橋梁（飛馬橋和霍爾薩橋）所派出的空降及滑翔機部隊（湯加行動，亦稱「强袭行動」（Coup de main）)。本書的內容主要依據為作者採訪戰役中的參與者所得的紀錄，包含美、加、英、法、德等國的軍隊或平民。此外，本書也被翻譯成至少18種不同的語言，並有著數千萬本的銷售量。

## 内容
本書的起始都在拉羅什吉翁村，書中指出該村可說是在法國佔領區中被佔領的最徹底的村莊，該村僅有543個村民，然而在村莊及周圍地區，平均每個村民就有至少三個德軍士兵。而由德國陸軍元帥埃爾溫·隆美爾所指揮的B集團軍將指揮部設在該村後方山坡上的羅什富科公爵的古堡。
考李留斯·雷恩將內容分為三個部分：焦急等待、暗夜空降和D日登陸，此外也包含了戰役的死傷統計、戰役中的生還的士兵和市民的現況，並列出了有相關貢獻的人，如提供登陸日D-Day當天作戰細節的退伍軍人，以及協助出版書籍的所有人。而雷恩則將本書獻給D日當天的所有人（FOR ALL THE MAN OF D DAY）。
雷恩與參與的研究員一共花費了三年的時間找出D日當天的生還者，一共有約1000人參與了資料的提供，其中有大約七百人分布在美國、加拿大、英國、法國及德國，據作者謝誌所述，一共約有383段敘述為本書所採用。
除了軍人及平民外，也有不少盟軍及德軍的高級軍官參與了資料的提供，盟軍方面包含了指揮美軍101空降師的泰勒少將(戰後以上將身分退休)、美軍第82空降師的副師長蓋文准將（後升任該師師長，戰後以中將身分退休）、大君主作戰的策劃人，英軍摩根爵士中將、英軍第6空降師師長格爾爵士少將（戰後以上將身分退休）。德軍方面則有前德軍參謀總長哈爾德大將、隆美爾元帥的侍從官赫爾姆特·藍格上尉，倫德施泰特元帥的參謀長布魯門提特少將。而雷恩也使用了許多盟軍和德軍的行動後報告、戰爭日誌、歷史記載或官方紀錄等資料。
1965年6月6日，雷恩在讀者文摘以《更多最長的一日》（More of The Longest Day）為題發表了文章，以作為對本書的補充。
編輯彼得·施韋德對本書書名的發想源自於德軍的隆美爾元帥於1944年4月22日與其侍從官藍格上尉的對話：「相信我，藍格，登陸的頭一個24小時，對盟國，也對德國都具有決定性，那會是最長的一天。」
1962年，本書被翻拍成同名電影
2014年5月，出版商安德烈·多伊奇公司出版了諾曼第登陸70周年珍藏版，書中加入了120張照片、30份於考李留斯·雷恩檔案中未發表的傳真文件，這些文件經由巴西攝影師羅德里戈·布雷薩內發表，描繪了奧馬哈海灘上標誌性頭盔，正如在本書的同名電影中所看到的一樣。